# Romsdal
Romsdal és un districte tradicional de Noruega que es troba al comtat de Møre og Romsdal, entre els districtes de Nordmøre i Sunnmøre. A l'edat mitjana Romsdal era un regne independent.
Romsdal comprèn vuit municipis: Aukra, Fræna, Midsund, Molde, Nesset, Rauma, Sandøy i Vestnes.